# فرودگاه بلگایوم
فرودگاه بلگایوم (به انگلیسی: Belgaum Airport) یک فرودگاه همگانی با کد یاتا IXG است . این فرودگاه در شهر بلگایوم کشور هند قرار دارد و در ارتفاع ۷۵۸ متری از سطح دریا واقع شده‌است.